# Stephen Odell
Stephen Odell, född 24 februari 1955 i Romford nordost om London, är en företagsledare. 
Efter anställningar hos Mazda och Ford utsågs Odell till verkställande direktör i Fords dotterbolag Volvo Personvagnar i oktober 2008. Han lämnade befattningen i augusti 2010 i samband med att bolaget såldes till Zhejiang Geely Holding Group.